# Новокуйбишевськ
Новокуйбишевськ — місто обласного підпорядкування в Самарській області Росії, за 20 км на південний захід від Самари. Населення — 108 449 жителя (2010) .

## Історія

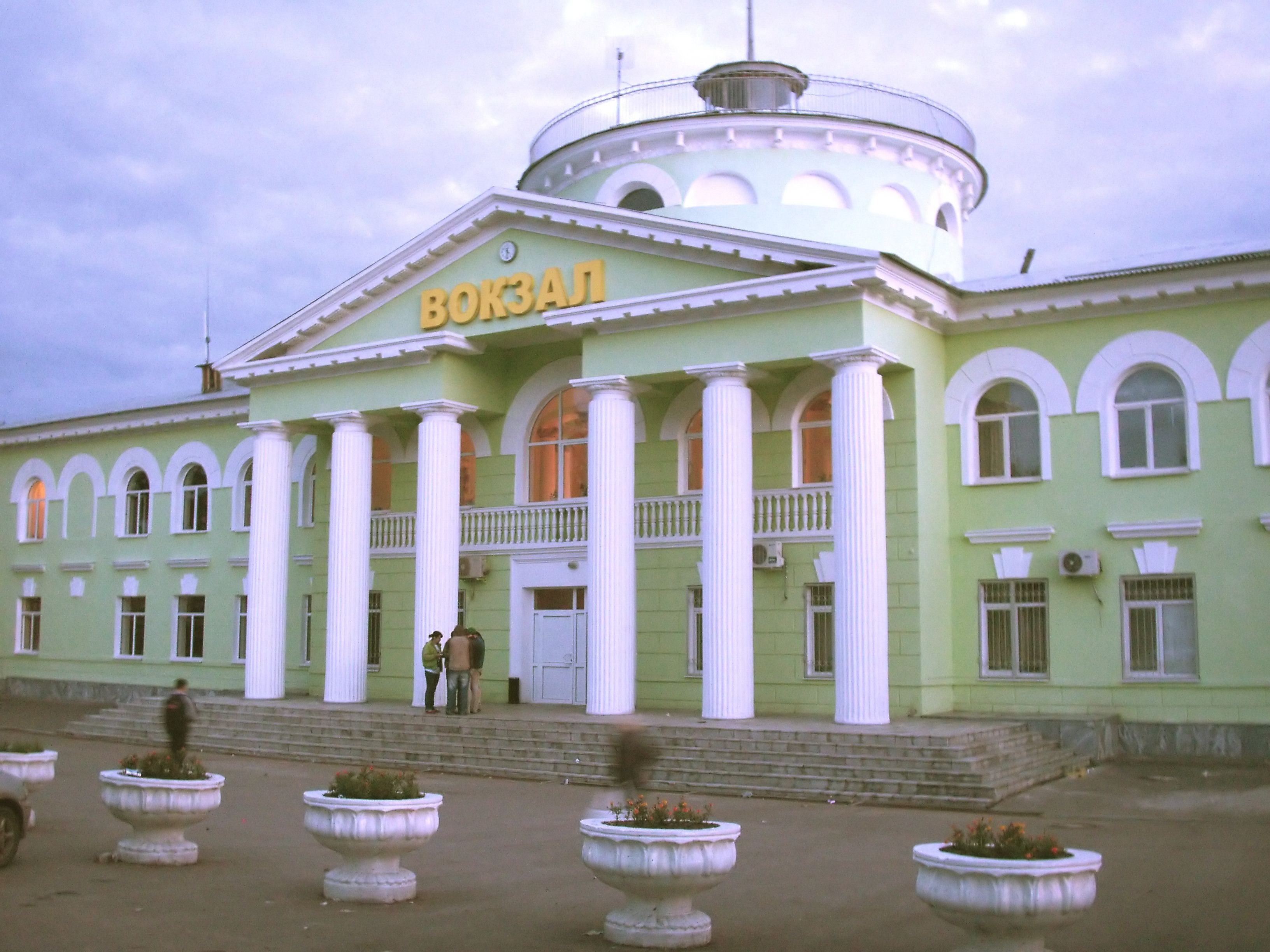
Залізничний вокзал міста

В 1946 році, поблизу станції Липягі розгорнулося будівництво найбільшого на той момент в СРСР нафтопереробного заводу. Спочатку передбачалося, що поряд з ним буде розташований селище робітників з населенням приблизно 14 тис. осіб. Проте, місце розташування виявилося настільки вигідним, що прийнято рішення про розвиток селища та створення великого промислового центру. У вересні 1951 року стали до ладу перші установки НПЗ, а 22 лютого 1952 року рішенням Президії Верховної Ради РРФСР р.с. Ново-Куйбишевське був перетворене в місто Новокуйбишевськ. 
1957 року пущено перше велике хімічне підприємство Куйбишевської області — Куйбишевський завод синтетичного спирту (КЗСС, нині на базі заводу працюють ТОВ «Самараоргсинтез» і ЗАТ «Нафтохімія»).
1965 року був заснований Новокуйбишевський нафтохімічний комбінат (нині ЗАТ «Новокуйбишевська нафтохімічна компанія»)- найбільший в Європі виробник мономерів для синтетичного каучуку. 
В 1992 році в межі Новокуйбишевська увійшли населені пункти Маякської сільради з населенням 2200 осіб. 2006 року до міста був приєднаний житловий масив «Гранний», що раніше належав Самарі.

## Населення
За даними за 2007 рік середній вік жителів міста становив 40,15 років, у тому числі 37,04 років у чоловіків і 42,66 років у жінок, 55,3% постійного населення становили жінки, а 44,7% чоловіки.
| Чисельність населення | Чисельність населення | Чисельність населення | Чисельність населення | Чисельність населення | Чисельність населення |
| 1959                  | 1970                  | 1979                  | 1989                  | 2002                  | 2010                  |
| --------------------- | --------------------- | --------------------- | --------------------- | --------------------- | --------------------- |
| 62 755                | 103 707               | 109 029               | 112 987               | 112 973               | 108 449               |